# Novafroneta
Novafroneta es un género de arañas araneomorfas de la familia Linyphiidae. Se encuentra en Nueva Zelanda. 

## Lista de especies
Según The World Spider Catalog 12.0:
- Novafroneta annulipes Blest, 1979
- Novafroneta gladiatrix Blest, 1979
- Novafroneta nova Blest & Vink, 2003
- Novafroneta parmulata Blest, 1979
- Novafroneta truncata Blest & Vink, 2003
- Novafroneta vulgaris Blest, 1979